# Фицпатрик, Том
Том Фицпа́трик (англ. Tom Fitzpatrick) — американский кёрлингист.
В составе мужской сборной США бронзовый призёр чемпионата мира 1967. Чемпион США среди мужчин.
Играл на позиции третьего.

## Достижения
- Чемпионат мира по кёрлингу среди мужчин: бронза (1967).
- Чемпионат США по кёрлингу среди мужчин: золото (1967).

## Команды
| Сезон   | Четвёртый    | Третий        | Второй    | Первый    | Турниры             |
| ------- | ------------ | ------------- | --------- | --------- | ------------------- |
| 1966—67 | Брюс Робертс | Том Фицпатрик | Джон Райт | Даг Уокер | ЧСША 1967 · ЧМ 1967 |

(скипы выделены полужирным шрифтом)